# Prionospio cirrifera
Prionospio cirrifera é uma espécie de anelídeo pertencente à família Spionidae.
A autoridade científica da espécie é Wirén, tendo sido descrita no ano de 1883.
Trata-se de uma espécie presente no território português, incluindo a sua zona económica exclusiva.